# Анђелко Анушић
Анђелко Анушић (Градина на Сувој међи, 1953) српски је књижевник, књижевни критичар, уредник, новинар и публициста.

## Биографија
Био је хонорарни сарадник листа Младост и Омладинске новине (Београд) из Петриње и Сиска (1972-1980), стални дописник листа Јединство (Приштина) из Загреба (1980-1991), и Бањалуке (1991-1998), новинар Гласа  српског (Бањалука, 1991-1999). Сарађивао је са двадесетак  југословенских и српских листова и књижевних часописа од 1971. године до краја 20. столећа.
Радио је као уредник белетристике (1999-2008) у издавачкој кући Глас српски – Графика у Бањој Луци.
Анушић је учествовао у обнови СКД Просвјета у Загребу, покретању и  у Редакцији  часописа  овог Друштва Нови љетопис, затим  у оснивању СКД „Сава Мркаљ” у Топуском (мај 1990), покретању листа овог Друштва - „Српски глас”, чији је био први новинар и дописник (Загреб, 1990, и Бања Лука, 1991-1995). Учествовао је у оснивању СКУД „Милан Радека” у Карловцу (фебруар 1991).
Члан је Удружења књижевника Србије као и Друштва књижевника Војводине.
Доста је писао на тему изгона.
Живи у Новом Саду.

## Награде
- Почасни грађанин Билеће[1]
- Награда „Печат вароши сремскокарловачке”, за књигу песама Штап од писмена, 1997.
- Награда „Светозар Ћоровић”, за роман Прозор отворен на висибабу и кукурек, 2010.
- Награда „Бранко Ћопић”, за књигу Гласови са Границе, 2016.
- Андрићева награда, за књигу Легенда о в/ј/етром вијанима, 2019.[3]
- Кочићева награда, 2022.
- Награда Сава Мркаљ, за укупан допринос савременој српској књижевности
- Награда Браћа Мицић
- Награда Стражилово
- Награда Сарајевски дани поезије
- Награда Станко Ракита
- Награда Раде Томић
- Награда Гордана Тодоровић
- Награда Удружења књижевника Републике Српске
- Награда Међународне награде „Шушњар” за целокупно књижевно дело
- Награда Златна сова
- Награда Фондације Петар Кочић
- Награда Фондације Драгојло Дудић
- Награда Младен Ољача
- Награда Тома Радосављевић
- Награда Константинове визије

## Дјела
Поезија
- Човјек пјева на радном мјесту,  „ЗАПИС”, ( Београд, 1980)
- Предикатно стање, „Радничке новине”, (Загреб, 1987)
- Међупад, „Секција радника писаца Црне Горе”, (Титоград, 1989)
- Зимзелен и олово, „БИГЗ” (Београд, 1989)
- Некрштени дани, „Рад” (Београд, 1994)
- Штап од писмена, „Рад” (Београд, 1996)
- Крст од леда, „Рад”, (Београд, 2000)
- Литургија за поражене , „Просвета”, (Београд, 2003)
- Мислиш у злату, чиниш у сребру, „Удружење књижевника Српске-Подружница Бањалука”, (Бања Лука, 2003)
- Сребро и тамјан, Завод за уџбенике и наставна средства Српско Сарајево, /изабране и нове п(ј)есме/,  (Српско Сарајево, 2004)
- Ова чаша, /изабране и нове п(ј)есме/, „Графомарк”, (Лакташи, 2007); Пахуља /Snowflake, /двојезично, избор на енглеском/, „Смедеревска песничка јесен”, (Смедерево, 2007)
- Слава и поруга, „Повеља”, (Краљево, 2008)
- Чудилица, /песме за малу и велику децу/, „Графомарк”, (Лакташи, 2011)
- Епитафи за незнане/изабране и нове п(ј)есме/, „Бранково коло”, (Сремски Карловци, 2015)
- Жив си, кажеш, „Културни центар Новог Сада”, (Нови Сад, 2016)
- Зимно место, „Центар за туризам, културу и спорт, Сврљиг”, (Сврљиг, 2017)

Приповијетке
- Христ са Дрине, „Задужбина Петар Кочић”, (Бања Лука,1996)
- Приче са маргине, „АГЕМА- Нови Град-Бања Лука-Београд”, (Бања Лука, 1997)
- Одблесци  „Глас српски”, (Бања Лука, 1998)
- Успомене из пакла, „Задужбина Петар Кочић”, (Бања Лука, 1999)
- Прекодринчеви записци о Косову , Ослобођење”, (Српско Сарајево, 2004)
- Пре блеска, а после олује, „Прометеј”, Нови Сад, 2012)
- Писмо Петру Кочићу и још понекоме, „Службени гласник”, (Београд, 2015)
- Легенда о в(ј)етром вијанима, Удружење књижевника Републике Српске, (Бања  Лука, 2019)

#### Романе
- Силазак Сина у сан, „Глас српски”,  (Бања Лука, 2001), исти роман је 2003. године преведен на енглески /The Son’s Sinking Into Sleep/, „ЗВОНИК”, Београд, 2003)
- Адресар изгубљених душа, „Styilos”,  (Нови Сад, 2006)
- Прозор отворен на висибабу и кукурек. „Завод за уџбенике и наставна средства, (Источно Ново Сарајево, 2010)
- Гласови са Границе,/ српска крајишка тетралогија I, Завод за уџбенике и наставна средства, (Источно Ново Сарајево, 2016)
- С  Хомером у олуји/, српска крајишка тетралогија II, III, IV, Завод за уџбенике и наставна средства, (Источно Ново Сарајево, 2018);

#### Монодрама
- Колона,„Удружење за очување баштине ДИЈАК”,  (Прибој  Мајевички, 2018);

#### Есеји
- Мркаљев  ламент , „Ослобођење”, (Српско Сарајево, 2002);

#### Аутобиографска проза
- Загребачке  ефемериде,  „Бранково коло”,  (Сремски  Карловци, 2003);

#### Антологије
- Јадова јабука /изабране народне пјесме Срба у Хрватској/, „Завод за уџбенике и наставна средства”, (Источно Ново Сарајево, 2005)
- Насукани на лист лирике /српско п(ј)есништво у БиХ-и друге половине  20 века, у коаторству са професором Живком Малешевићем, „Завод за уџбенике и наставна средства” (Источно Ново Сарајево, 2006)            *Бревијар одабраних новинарских и публицистичких текстова
- Да мртви и живи буду на броју, („ЗВОНИК”,  Београд, 2002)